# William Elgin Swinton
William Elgin Swinton (Kirkcaldy, 30 september 1900 – Toronto, 12 juni 1994) was een Schots paleontoloog.

## Biografie
William Swinton was de zoon van William Wilson Swinton jr, een schipper, en Rachel Cargill. Hij had een jongere zus Mary. Hij kreeg zijn middelbare-schoolopleiding in Glenalmond. Hij studeerde vanaf 1917 aan de Universiteit van Glasgow en nam in 1920 deel aan een expeditie naar Spitsbergen. Tussen 1922 en 1924 was hij assistent geologie. In 1924 werd hij benoemd als conservator fossiele reptielen aan het British Museum (Natural History). In 1931 promoveerde hij in Glasgow. Hij was huisleraar van koningin Elizabeth.
Tijdens de Tweede Wereldoorlog diende hij als luitenant-commandeur bij de inlichtingendienst van de Britse marine; hij was toen de commandant van Ian Fleming.
In Londen schreef hij een groot aantal museumgidsen en boeken, vooral populair-wetenschappelijke, over paleontologie: The Dinosaurs (1934), A Guide to the Fossil Birds (1934), The Science of Living Things (1935), The Corridor of Life (1948), The Wonderful World of Prehistoric Animals (1952), Fossil Amphibians and Reptiles (1954) en Digging for Dinosaurs (1964). Zijn boeken werden in vele talen vertaald en zo had hij een enorme invloed op de publieke perceptie van dinosauriërs in het midden van de twintigste eeuw. Zijn ideeën over het onderwerp waren echter toen al erg ouderwets en naar huidige inzichten zeer onvolkomen. Eind jaren vijftig deed hij mee aan een beklimming van de Mount Everest, maar hij kwam niet tot de top. In 1959 kreeg hij de Darwin Medal.
In 1961 vertrok Swinton bij het BMNH en ging werken in Canada als professor zoölogie bij de Universiteit van Toronto. Hij fungeerde mede als directeur biologie bij het Royal Ontario Museum. Hij werd benoemd tot Fellow of the Royal Society of Canada. Zijn laatste aanstelling tot 1979 was als buitengewoon hoogleraar bij de Queen's University in Kingston. Swinton bleef ongehuwd en had geen kinderen.